# Einsatz im Nordatlantik
Einsatz im Nordatlantik, auch bekannt als Unterwegs nach Murmansk (Originaltitel: Action in the North Atlantic), ist ein US-amerikanischer Kriegsfilm von Lloyd Bacon aus dem Jahr 1943. Das Drehbuch basiert auf der Erzählung Heroes Without Uniform von Guy Gilpatric. In der ARD wurde der Film am 24. Mai 1995 ausgestrahlt und erfuhr damit seine Premiere in Deutschland.

## Handlung
Kapitän Jarvis und sein erster Offizier Rossi sind die kommandierenden Offiziere eines Handelsschiffes, das zu Beginn des Zweiten Weltkriegs über den Nordatlantik fährt. Nach einem Torpedoangriff durch deutsche U-Boote sinnt der Kapitän auf Vergeltung. Jarvis, Rossi und die restlichen Überlebenden werden gerettet und zurück nach Hause geschickt. Sarah Jarvis ist glücklich, dass ihr Mann heil zurück ist, denn sie belastet das Eheleben mit einem Seemann. Rossi ist mit der Sängerin Pearl verheiratet, die er in einer Bar kennengelernt hat. Schon bald bekommen die Männer einen neuen Auftrag. Ihr neues Schiff, die Sea Witch, soll in einem Konvoi Versorgungsgüter in den sowjetischen Hafen Murmansk bringen.
Auf offener See wird der Konvoi das Ziel deutscher U-Boot-Angriffe. Amerikanische Zerstörer verwickeln die U-Boote in Kämpfe, doch ein deutsches U-Boot hängt sich an die Sea Witch. Jarvis lockt das U-Boot weg vom Konvoi. Außerhalb der Waffenreichweite des Schiffes wartet der deutsche U-Boot-Kommandant auf seine Chance zum Angriff. Rossi schlägt vor, die Maschinen des Schiffes abzuschalten, damit das U-Boot-Sonar keinen Kontakt aufnehmen kann, die Sea Witch für das U-Boot somit nicht zu orten ist. Der Plan gelingt zunächst, dennoch kann der U-Boot-Kapitän herausfinden, wo sich das Schiff befindet. Er fordert Luftunterstützung durch mit Bomben und MGs bewaffnete Seeaufklärer an.
Zwei deutsche Seeaufklärer vom Typ Heinkel He 59 greifen die Sea Witch an. Jarvis wird schwer verwundet, mehrere Männer der Mannschaft werden getötet. Als ein Torpedo des mittlerweile wieder in Position befindlichen U-Boots im Vorschiff der Sea Witch einschlägt, der jedoch keinen ernsthaften Schaden anrichtet, lässt Rossi, der nun das Kommando übernommen hat, Feuer an Bord legen und SOS funken, um vorzutäuschen, dass die Sea Witch im Begriff ist zu sinken. Sein Plan ist, das U-Boot zum Auftauchen zu bewegen und in die Reichweite des Schiffsgeschützes zu locken. Das U-Boot taucht auf und kommt im starken Rauch der Sea Witch zu nahe. Rossi lässt es mit der Sea Witch rammen, was zur Versenkung des deutschen Bootes führt. Kurz darauf erscheinen russische Flugzeuge, die den Konvoi in den Hafen geleiten.

## Hintergrund
Weil Lloyd Bacon, dessen Vertrag mit Warner Bros. auslief, den Film nicht beenden wollte, ohne seinen Vertrag zu verlängern, wurde er vom Studio gefeuert. Die letzten Szenen wurden von Byron Haskin gedreht.
Julie Bishops Song, den sie im Playback vorträgt (die Originalstimme kam von Martha Mears), heißt Night and Day und wurde von Cole Porter komponiert. Für Ruth Gordon (die Maude aus Harold und Maude) war es die sechste Filmrolle in ihrer Karriere.
Der deutschstämmige Paul Panzer, geboren 1872 in Würzburg, ist in einer kleinen Rolle als deutscher Seemann zu sehen, der in Österreich geborene Ludwig Stössel als Hauptmann Ziemer. Peter van Eyck spielt einen deutschen Fähnrich. Auch der amerikanische Schauspieler und Sänger Glenn Strange, der in über 300 Produktionen mitwirkte, hat einen kleinen Auftritt als Seemann Tex Mathews, Chick Chandler als Goldberg. Musikalischer Direktor des Films war der oscarprämierte Leo F. Forbstein. Der spätere Star-Regisseur Don Siegel war als Monteur beschäftigt.
Warner Home Video brachte den Film 2008 auf DVD heraus (Bildformat 4:3 (1.33:1); Sprachen/Tonformate: Deutsch, Englisch (Dolby Digital Mono); Untertitel: Deutsch für Hörgeschädigte, Ländercode: 2)

## Kritiken
„Spannender Kriegsfilm; die propagandistisch-pathetische Beschwörung der amerikanisch-russischen Freundschaft wirkt in der Rückschau leicht grotesk und lächerlich“, urteilte das Lexikon des internationalen Films. Cinema fand den Film „[b]ombig trotz unverhohlener Propagandatöne“.
TV Spielfilm schrieb über den „Reißer mit lauten Propagandatönen“, dass „todernster Patriotismus […] in einem Film aus dem Kriegsjahr 1943 zu erwarten [sei] – aber die Action ist spannend, die Effekte sind bemerkenswert“. Prisma sah „einen der spannendsten Filme über den Kampf der amerikanischen Marine gegen deutsche U-Boote im Zweiten Weltkrieg“ und lobte die „effektvollen Actionszenen“ und besonders „die sorgfältige Charakterisierung von Offizieren und Mannschaften“.
„Patriotische Kriegspropaganda, mit der die Anstrengungen der Handelsmarine während des Zweiten Weltkrieges gefeiert wurden“, konstatierte Weltbild. „Humphrey Bogart spielt ohne seinen sonst üblichen Zynismus über weite Strecken die zweite Geige hinter Kapitän Raymond Massey und darf erst gegen Ende das Ruder übernehmen.“

## Auszeichnungen
Bei der Oscarverleihung 1944 war der Film in der Kategorie Beste Originalgeschichte (Guy Gilpatric) für den Oscar nominiert.